# Казале-Монферрато
Казале-Монферрато (італ. Casale Monferrato, п'єм. Casal Monfrà) — муніципалітет в Італії, у регіоні П'ємонт, провінція Алессандрія.
Казале-Монферрато розташоване на відстані близько 490 км на північний захід від Рима, 60 км на схід від Турина, 28 км на північний захід від Алессандрії.
Населення — 34 706 осіб (2014).

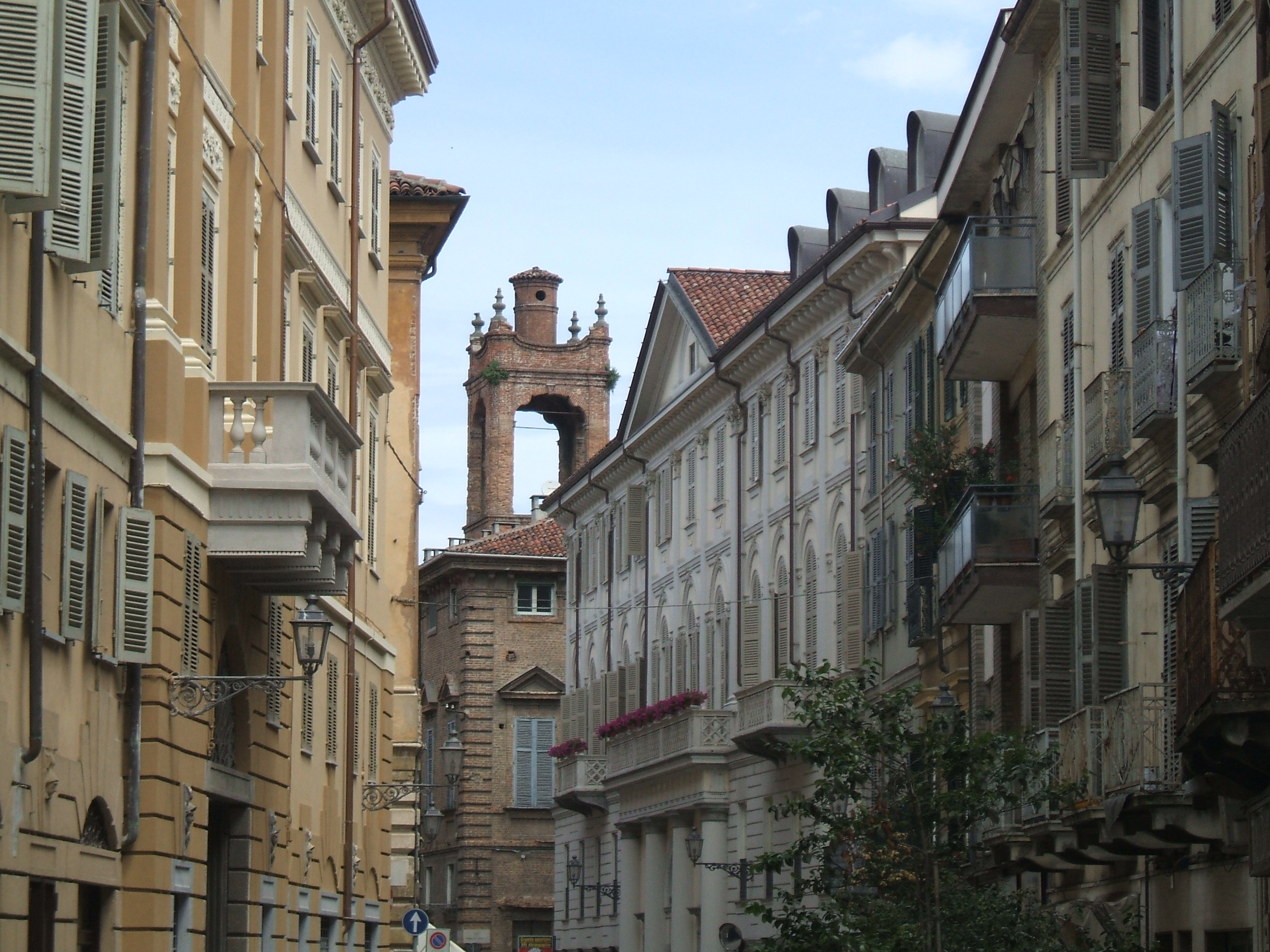

Щорічний фестиваль відбувається 12 листопада. Покровитель — Sant'Evasio.

## Демографія
Населення за роками:

Станом на 1 січня 2023 року в муніципалітеті офіційно проживали 3572 іноземці з 87 країн, серед них 731 громадянин країн Євросоюзу та 95 громадян України.

## Уродженці
- Луїджі Барбезіно (*1894 — †1941) — італійський футболіст, півзахисник, згодом — футбольний тренер.
- Джованні Галліна (*1892 — †1963) — італійський футболіст, нападник.
- Умберто Калігаріс (*1901 — †1940) — італійський футболіст, захисник, згодом — футбольний тренер.
- Серджо Кастеллетті (*1937 — †2004) — італійський футболіст, захисник, згодом — футбольний тренер.

## Сусідні муніципалітети
- Бальцола
- Борго-Сан-Мартіно
- Каманья-Монферрато
- Кандія-Ломелліна
- Коніоло
- Концано
- Фрассінето-По
- Морано-суль-По
- Мотта-де'-Конті
- Оччим'яно
- Оццано-Монферрато
- Понтестура
- Розіньяно-Монферрато
- Сан-Джорджо-Монферрато
- Терруджа
- Вілланова-Монферрато

## Галерея зображень

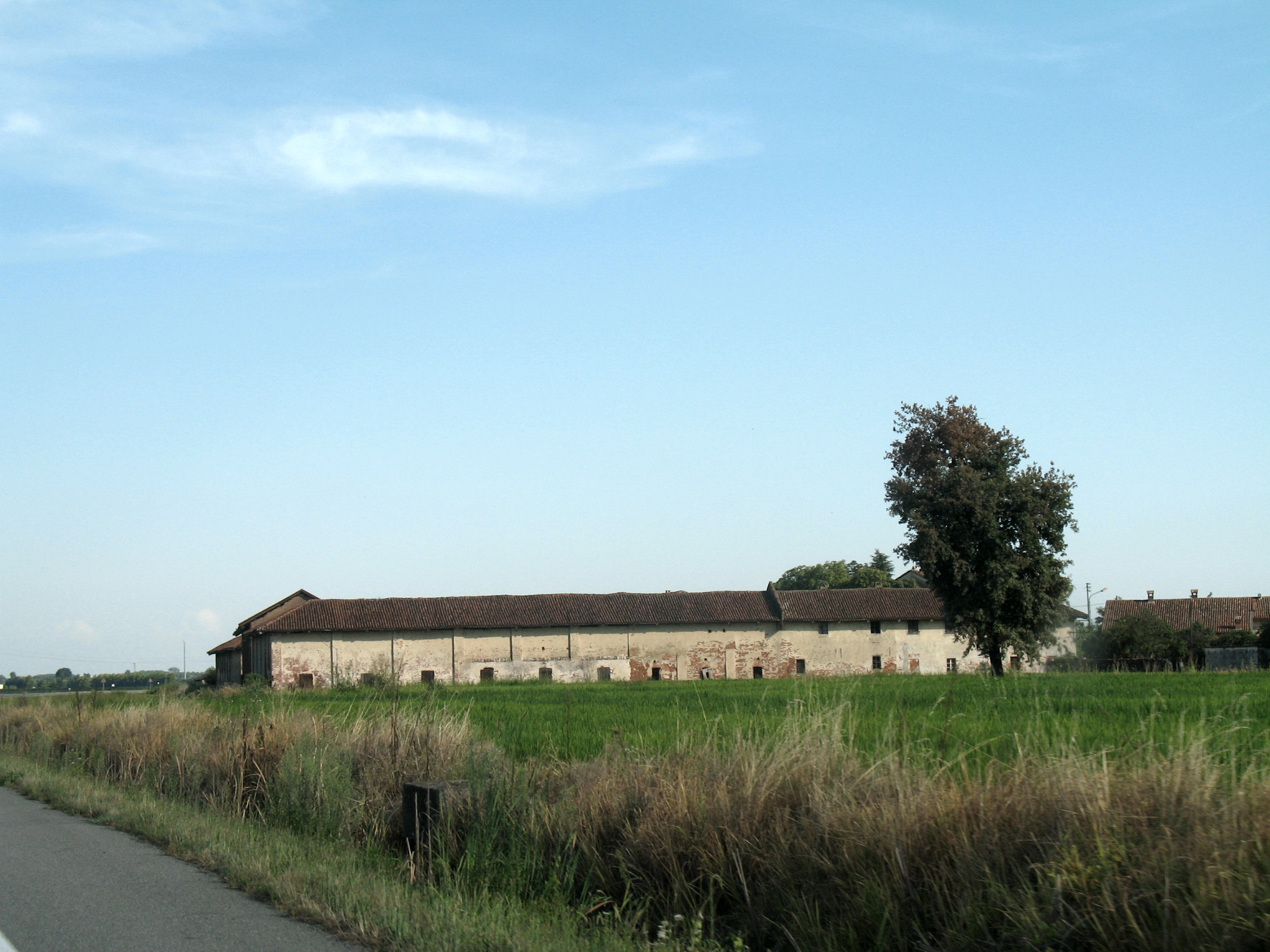
Un podere nella campagna presso Casale Monferrato
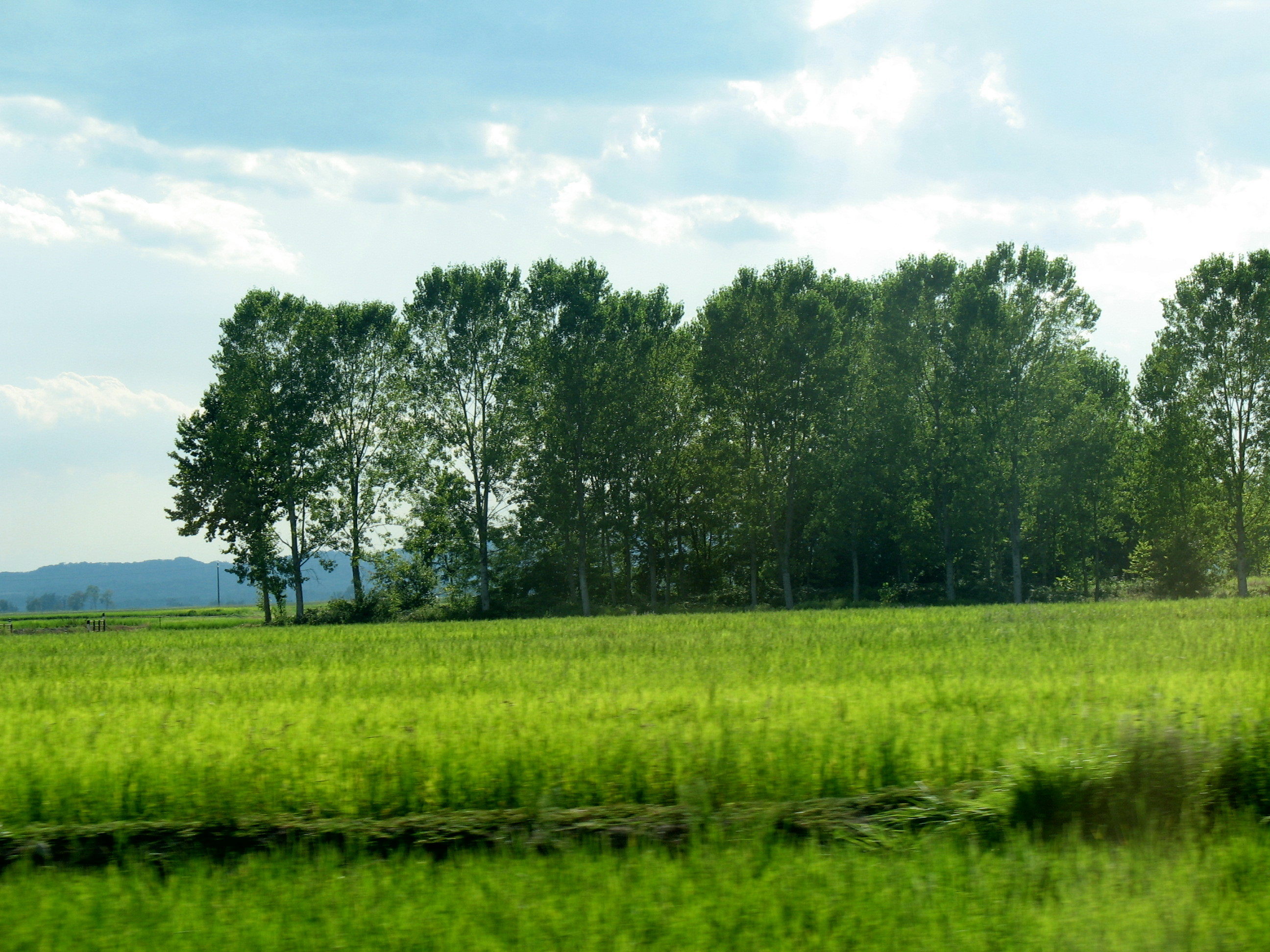
La campagna intorno a Casale Monferrato